# Burndown chart
 (avril 2014).
Si vous disposez d'ouvrages ou d'articles de référence ou si vous connaissez des sites web de qualité traitant du thème abordé ici, merci de compléter l'article en donnant les références utiles à sa vérifiabilité et en les liant à la section « Notes et références ».
Pour les articles homonymes, voir BDC.
Un burndown chart ou BDC (en français, graphique d'avancement) est une représentation graphique de l'évolution de quantité de travail restante par rapport au temps sur une période de temps donnée. Le travail restant se situe en général sur l'axe vertical, alors que le temps est sur l'axe horizontal. Une interprétation simple (régression linéaire) permet d'avoir une prévision de l'état d'avancement à la fin de la période d'activité. Ce type de représentation est souvent utilisée pour suivre une activité gérée en  bloc de temps, puisque la quantité de travail à réaliser ainsi que la date de fin sont connues dès le début de la période couverte par le graphique. 
Ce genre de graphique est souvent utilisé avec des techniques de management  tels que Scrum ou Kanban, dont les activités (itération, release) sont gérées en bloc de temps.

## Lecture d'un burndown chart

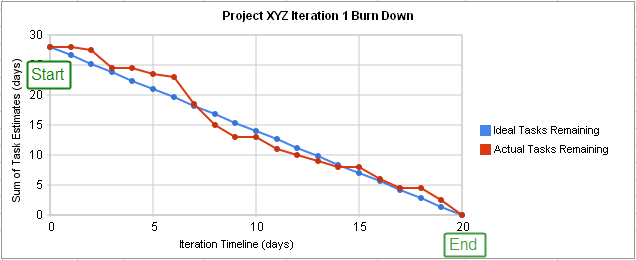
Un burndown chart généré depuis un template google docs

### Les axes
L'axe X représente la ligne du temps du projet. L'unité dépend de la fréquence de ré-estimation du reste à faire. Pour un burndown d'itération, l'unité est souvent le jour, pour un burndown de release, l'unité est le sprint (le reste à faire pour compléter la release est recalculé à chaque début d'itération).
Le travail qui doit être complété pour terminer le projet, représenté en temps ou en points, est introduit à travers l'axe Y.

### Points de départ et final
Le point de départ est le tout premier point à gauche indiqué sur le jour 0 du graphique, alors que le point final est le plus à droite et représente une prédiction du dernier jour du projet.

### Lignes du travail restant
Il existe deux types de ligne :
- Ligne du travail restant idéal : C'est une droite qui passe par le point de départ et le point final. Au point de départ, elle montre la somme de toutes les tâches qui doivent être complétées, alors qu'au point final il n'y a plus de travail restant. La pente de la droite est proportionnelle à la productivité estimée de l'équipe sur la période.
- Ligne du travail restant effectif : Cette ligne montre le travail restant effectif. Le point de départ est le même que pour la ligne idéale, cependant, quand le temps avance, cette ligne a tendance à être au-dessus ou au-dessous de la ligne idéale. En général, un nouveau point est ajouté à la suite de cette ligne chaque jour. Ce point peut être calculé soit par la ré-estimation du reste à faire total, soit par la soustraction de ce qui a été produit du reste à faire initial.

## Interprétation du graphique
Il existe plusieurs moyens d'interpréter le graphique et de mesurer la performance. Outre le fait de montrer l'avancement concret du travail, ces graphiques permettent d'anticiper de façon relativement fiable les échéances futures en cours durant une itération ou le projet.
Par ailleurs, le profil de la courbe peut être utilisé pour détecter certains problèmes dans le cadre de l'amélioration continue d'un processus de développement.

### Différences entre les lignes
La différence entre la ligne idéale et celle effective peut être analysée pour en soutirer des informations précieuses. Si la ligne effective est supérieure à la ligne idéale, cela veut dire qu'il y a plus de travail restant que celui prévu initialement. A contrario, si la ligne est inférieure, on aura moins de travail restant que celui planifié.

## Types de graphiques

### Sprint Burndown Chart

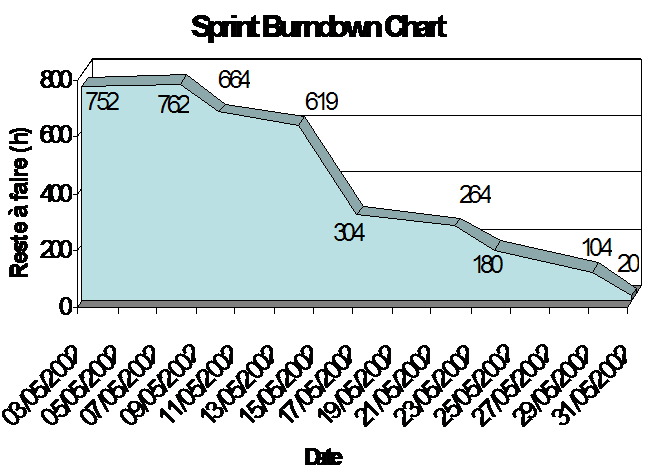
Exemple de Sprint Burndown Chart

Ce graphique représente la quantité totale d'heures restant à faire dans un sprint, au fil des jours. Il permet d'avoir une vue sur l'avancement de l'itération.

### Release Burndown Chart

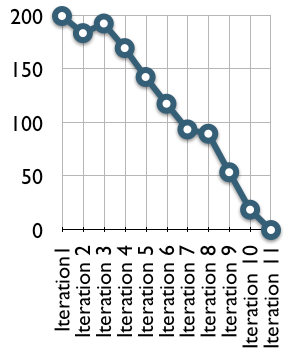
Exemple de Release Burndown Chart

Ce graphique représente la quantité totale de points restant à faire dans la release, au fil des sprints. Il permet d'avoir une vue sur l'avancement du projet.